# Salford Central
Salford Central – stacja kolejowa w Salford, w hrabstwie Wielki Manchester, w Anglii. Stacja posiada 3 perony.